# Convenció de les Nacions Unides contra la Delinqüència Organitzada Transnacional
La Convenció de les Nacions Unides contra la Delinqüència Organitzada Transnacional (UNTOC), més coneguda com la Convenció de Palerm, és un tractat multilateral patrocinat per Nacions Unides en contra del crim organitzat transnacional, va ser adoptat en 2000. Els seus tres protocols (els Protocols de Palerm) són:
- Protocol de les Nacions Unides per Prevenir, Reprimir i Sancionar el Tràfic de Persones, Especialment Dones i Nens; i
- Protocol de les Nacions Unides contra el Contraban de Migrants per Terra, Mar i Aire.
- Protocol de les Nacions Unides contra la fabricació i el tràfic il·lícit d'armes de foc

Tots aquests tres instruments contenen elements de les actuals lleis internacionals sobre el tràfic de persones i el tràfic il·legal d'armes. La convenció i el protocol estan sota la jurisdicció de l'Oficina de les Nacions Unides contra la Droga i el Delicte (UNODC).
La convenció va entrar en vigor el 29 de setembre del 2003. A 6 d'octubre del 2008, la convenció de Palerm comptava amb 147 estats membres. El 19 de setembre de 2017 hi havia 189 signataris, que inclou 184 Estats membres, les illes Cook, la Santa Seu, Niue, Estat de Palestina, i Unió Europea. Els nou Estats membres de les Nacions Unides que no són part en la Convenció (*indica que l'estat ha signat però no ha ratificat la Convenció):
- Bhutan
- R.D. del Congo*
- Iran*
- Palau
- Papua New Guinea
- Solomon Islands
- Somàlia
- Sudan del Sud
- Tuvalu